# マーク・ゲイティス
マーク・ゲイティス（Mark Gatiss [ˈɡeɪ.tɪs] GAY-tis;, 1966年10月17日 - ）は、イギリスの俳優・脚本家・小説家。
リース・シェアスミス、スティーヴ・ペンバートン、脚本家のジェレミー・ダイソンと組んだコメディアン集団「ザ・リーグ・オブ・ジェントルメン」のメンバーとして知られる。また『ドクター・フー』と『SHERLOCK（シャーロック）』に俳優・脚本家として関わっていることでも有名である。

## 来歴

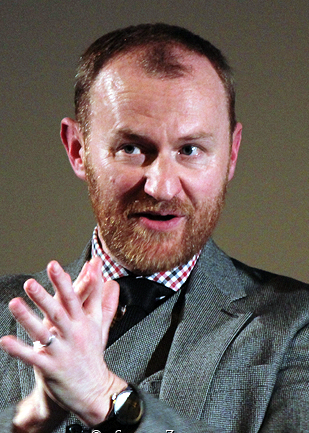
2011年『ベルグレービアの醜聞』試写でのゲイティス

幼い頃『ドクター・フー』に興味を持ったため、初期の著作は『ドクター・フー』に捧げたものが多い。初めて脚本を担当したテレビ番組はBBVの低予算ビデオシリーズ『P.R.O.B.E.』で、『ドクター・フー』のスピンオフであった。本編でドクター役を演じた俳優も出演しているが、2012年現在DVD化はされていない。その他にも小説やオーディオドラマなどで『ドクター・フー』に関わっている。
最もよく知られているのがスケッチ・コメディー集団「ザ・リーグ・オブ・ジェントルメン」の一員であることである。1995年から舞台に立ち、1997年にはBBCラジオ 4で "On the Town with the League of Gentlemen" を開始。1999年にはBBC Two放送のテレビ番組となる。この番組でBAFTAテレビ賞を受賞している。現在は活動をしていないが解散はしておらず、将来的にまた番組などを始める予定であるとしている。
『リトル・ブリテン』、『スペースド』などのコメディドラマに出演し、同時に脚本も担当。また徐々にSFやホラードラマにも出演していく。2007年と2011年には『ドクター・フー』本編に出演。脚本家としては「にぎやかな死体」「テレビの中に住む女」「ダーレクの勝利」「小さき者からのSOS」「冷戦」「深紅の恐怖」「シャーウッドの森のロボット」「もう眠らない」「火星の女王」の脚本を執筆。『リトル・ブリテン』の共演者デヴィッド・ウォリアムスと共演した『ドクター・フー』を題材にした1999年のコメディ番組 "Doctor Who spoofs" では脚本執筆と出演をしている。
2007年には他にも『ドクター・フー』の脚本家スティーヴン・モファットが制作した『ジキル』にロバート・ルイス・スティーヴンソン役で出演。
2010年にはボーイ・ジョージの人生を描いたドラマ『Worried About The Boy』 (en) にマルコム・マクラーレン役で出演。またスティーヴン・モファットと共同製作しているドラマ『SHERLOCK』にマイクロフト・ホームズ役で出演している。『SHERLOCK』では2009年製作のパイロット版、2010年放送の「大いなるゲーム」と2012年放送の「バスカヴィルの犬（ハウンド）」の脚本家でもある。
2014年-2015年放送の『ゲーム・オブ・スローンズ』シーズン4および5には銀行家役で出演している。

## 私生活
セッジフィールド生まれ で、両親が働く精神病院の向かい側で育った。子供の頃熱中したのは『ドクター・フー』とハマー・フィルム・プロダクションのホラー映画を見ること、『シャーロック・ホームズ』とH.G.ウェルズの作品を読むこと、そして化石集めである。これらの興味が現在の仕事への原動力となっている。
ゲイであることを公表しており、2010年と2011年にインデペンデント紙のイギリスで影響力のあるゲイの人物に選ばれている。 俳優のイアン・ハラードとシビル・パートナーシップを結んでおり、彼とラブラドール・レトリバーのブンセンと共に暮らしている。

## 出演作品

### 映画
| 公開年 | 邦題 原題                                                                                         | 役名                      | 備考                                                    | 吹替       |
| ------ | ------------------------------------------------------------------------------------------------- | ------------------------- | ------------------------------------------------------- | ---------- |
| 2001   | バースデイ・ガール Birthday Girl                                                                  | ポーター                  |                                                         | TBA        |
| 2003   | Bright Young Things (en)                                                                          | 不動産管理人              |                                                         | N/A        |
| 2004   | Sex Lives of the Potato Men (en)                                                                  | ジェレミー                |                                                         | N/A        |
| 2005   | マッチポイント Match Point                                                                        | ピンポン選手              |                                                         | TBA        |
| 2005   | The League of Gentlemen's Apocalypse (en)                                                         | 様々なキャラクター 本人役 | 他の "The League of Gentlemen" メンバーと共に脚本も担当 | N/A        |
| 2006   | Starter for 10 (en)                                                                               | バンバー・ガスコイン      | 実在する、クイズ番組の優勝者役                          | N/A        |
| 2008   | Free Jimmy (en)                                                                                   | ジャッキー                | 声の出演                                                | N/A        |
| 2015   | Our Kind of Traitor (en)                                                                          | ビリー・マトロック        |                                                         | N/A        |
| 2015   | ヴィクター・フランケンシュタイン Victor Frankenstein                                              | デットワイラー            |                                                         | TBA        |
| 2016   | われらが背きし者 Our Kind of Traitor                                                              | ビリー・マットロック      |                                                         | 酒巻光宏   |
| 2017   | 喜望峰の風に乗せて The Mercy                                                                      | ロナルド・ホール          |                                                         | 吹替版なし |
| 2018   | プーと大人になった僕 Christopher Robin                                                            | ジャイルズ・ウィンズロウ  |                                                         | 坂東尚樹   |
| 2018   | 女王陛下のお気に入り The Favourite                                                                | マールバラ公爵ジョン      |                                                         | 木村靖司   |
| 2020   | ファーザー The Father                                                                             | ビル                      |                                                         | 菊池康弘   |
| 2021   | ロックダウン Locked Down                                                                          | ドナルド                  |                                                         | TBA        |
| 2021   | オペレーション・ミンスミート -ナチを欺いた死体- Operation Mincemeat                               | アイバー・モンタギュー    |                                                         | TBA        |
| 2023   | ミッション:インポッシブル/デッドレコニング PART ONE Mission: Impossible – Dead Reckoning Part One | NSA代表                   |                                                         | 小形満     |
| 2025   | ミッション:インポッシブル/ファイナル・レコニング Mission: Impossible – The Final Reckoning        | NSA代表                   |                                                         | 小形満     |
| 2025   | ファンタスティック4:ファースト・ステップ The Fantastic Four: First Steps                          | テッド・ギルバート        |                                                         | 高桑満     |

### テレビドラマ
| 放送年    | 邦題 原題                                                      | 役名                               | 備考                                                                                   | 吹替       |
| --------- | -------------------------------------------------------------- | ---------------------------------- | -------------------------------------------------------------------------------------- | ---------- |
| 1999-2000 | リーグ・オブ・ジェントルマン 奇人同盟! The League of Gentlemen | 様々なキャラクター                 | シリーズ1、2 製作と脚本も兼務                                                          |            |
| 2001      | SPACED ～俺たちルームシェアリング～ Spaced                     | エージェント                       |                                                                                        |            |
| 2001      | 幽霊探偵ホップカーク Randall & Hopkirk (Deceased)              | ラージ捜査官                       |                                                                                        |            |
| 2002      | リーグ・オブ・ジェントルマン 奇人同盟! The League of Gentlemen | 様々なキャラクター                 | シリーズ3 製作と脚本を兼務                                                             |            |
| 2003      | ナイティ・ナイト Nighty Night                                  | グレン・バルブ                     |                                                                                        |            |
| 2004      | キャタリック Catterick                                         | ピーター                           |                                                                                        |            |
| 2004      | ミス・マープル Agatha Christie's Marple                        | ロナルド・ハウェズ                 | 「牧師館の殺人」に出演。日本ではLaLa TVで放送。                                        | 吉見一豊   |
| 2005      | クォーターマス・エクスペリメント The Quatermass Experiment     | ジョン・パターソン                 | BBCによる『原子人間』のリメイク作品。                                                  |            |
| 2005      | Nighty Night                                                   | グレン・バルブ                     |                                                                                        | N/A        |
| 2005      | ファンランド Funland                                           | アンブローズ・チャペル             |                                                                                        | N/A        |
| 2006      | Fear of Fanny                                                  | ジョニー・クラドック               |                                                                                        | N/A        |
| 2007      | たのしい川べ The Wind in the Willows (en)                      | ラッティー                         |                                                                                        |            |
| 2007      | ドクター・フー Doctor Who                                      | ラザラス博士                       | 「ラザラスの欲望」に出演。 日本ではLaLa TVで放送。                                     |            |
| 2007      | ジキル Jekyll                                                  | ロバート・ルイス・スティーヴンソン |                                                                                        |            |
| 2008      | クローン Clone                                                 | ブラック大佐                       |                                                                                        | N/A        |
| 2008      | サイコヴィル Psychoville                                       | ジェイソン・グリフィン             |                                                                                        | N/A        |
| 2008      | Crooked House (en)                                             | キュレーター                       | 製作と脚本を兼務                                                                       | N/A        |
| 2008      | 分別と多感 sense and sensibility                               | ジョン                             |                                                                                        |            |
| 2009      | 名探偵ポワロ Agatha Christie's Poirot                          | レナード・ボイントン               | 第11シリーズ・通算第61話『死との約束』 (en) に出演。 日本ではNHKで放送。               | 大滝寛     |
| 2010      | Worried About the Boy (en)                                     | マルコム・マクラーレン             |                                                                                        | N/A        |
| 2010      | 月世界最初の人間 The First Men in the Moon (en)                | ケイヴァー                         | 脚本を兼務                                                                             |            |
| 2010      | A History of Horror (en)                                       | 本人役                             | ドキュメンタリー 脚本を兼務                                                            | N/A        |
| 2010      | バーナビー警部 Midsomer Murders                                | レヴ・ジャイルズ・ショウクロス     |                                                                                        |            |
| 2010-     | SHERLOCK（シャーロック） Sherlock                              | マイクロフト・ホームズ             | 共同制作者を兼務。また複数話の脚本も担当。日本ではNHK・AXNミステリーで放送されている。 | 木村靖司   |
| 2011      | ドクター・フー Doctor Who                                      | ガントク                           | シリーズ6・通算224話「ドクター最後の日」に出演                                         |            |
| 2011      | The Crimson Petal and the White (en)                           | ヘンリー・ラッカム・ジュニア       |                                                                                        | N/A        |
| 2012      | ビーイング・ヒューマン Being Human                             | ミスター・スノウ                   |                                                                                        |            |
| 2012      | Horrible Histories (en)                                        |                                    | "The League of Gentlemen"として出演                                                    | N/A        |
| 2012      | 孤高の警部 ジョージ・ジェントリー Inspector George Gently      | スティーヴン・グローブス           |                                                                                        |            |
| 2014-2015 | ゲーム・オブ・スローンズ Game of Thrones                       | ティコ・ネストリス                 | シーズン4 - 5                                                                          | 田中一永   |
| 2015      | ウルフ・ホール Wolf Hall                                       | スティーブン・ガードナー           |                                                                                        |            |
| 2017      | TABOO Taboo                                                    | ジョージ皇太子                     | 計5話出演                                                                              |            |
| 2017      | ガンパウダー Gunpowder                                         | ロバート・セシル                   | ミニシリーズ、計3話出演                                                                | 加藤亮夫   |
| 2017      | ドクター・フー Doctor Who                                      | 大尉                               | 2017年クリスマススペシャル「戦場と二人のドクター」                                     | 木村靖司   |
| 2019      | ブレグジット EU離脱 Brexit: The Uncivil War                    | ピーター・マンデルソン             | 声の出演                                                                               | 吹替版なし |
| 2019      | グッド・オーメンズ Good Omens                                  | ハーモニー                         | 「不和」に出演                                                                         |            |
| 2020      | ドラキュラ伯爵 Dracula                                         | フランク・レンフィールド           | 製作・脚本および出演                                                                   | 多田野曜平 |
| 2022      | 9から始まる奇妙な物語 Inside No. 9                             | Callum                             | シーズン7第1話に出演                                                                   |            |
| 2023      | NOLLY ソープオペラの女王 Nolly                                 | ラリー・グレイソン                 | ミニシリーズ、計3話出演                                                                | 三ツ矢雄二 |
| 2024      | 三体 3 Body Problem                                            | アイザック・ニュートン             | シーズン1第5話に出演                                                                   | 飛田展男   |
| 2024      | タイム・バンディット Time Bandits                              | ジョン・モンタギュー               | 第5話「ジョージ王朝」に出演                                                            |            |
| 2024      | ヨルガオ殺人事件 Moonflower Murders                            | パリス/オスカー                    |                                                                                        | 相馬康一   |
| 2025      | Bookish                                                        | Gabriel Book                       |                                                                                        |            |

### 舞台
- ザ・リーグ・オブ・ジェントルメン・ライヴ・アット・ドルリー・レーン（The League of Gentlemen Live at Drury Lane、2000年）[16]
- Art（2003年）[16]
- The League of Gentlemen Are Behind You! (en) （2005年）[16]
- オール・アバウト・マイ・マザー（All About My Mother、2007年）[16]
- Season's Greetings（2010年）[16]
- The Recruiting Officer（2012年）[16]
- 55 Days（2012年）[16]
- コリオレイナス（2015年）[16]
- Three Days in the Country（2015年）[17]

## 授賞とノミネート
| 年     | 賞名                                         | 作品名                                   | 結果 |
| ------ | -------------------------------------------- | ---------------------------------------- | ---- |
| 2015年 | Whatsonstage.com Awards 最優秀舞台助演男優賞 | コリオレイナス                           | 受賞 |
| 2016年 | Whatsonstage.com Awards 最優秀舞台助演男優賞 | 田舎での三日間 Three Days in the Country | 受賞 |
| 2016年 | ローレンス・オリヴィエ賞 最優秀助演男優賞    | 田舎での三日間 Three Days in the Country | 受賞 |

## 主な著書

### 書籍

#### 『ドクター・フー』の小説
- Nightshade (en)  (ISBN 0-426-20376-3)
- St Anthony's Fire  (en) (ISBN 0-426-20423-9)
- The Roundheads (en)  (ISBN 0-563-40576-7)
- Last of the Gaderene (en)  (ISBN 0-563-55587-4)

#### The League of Gentlemen
- A Local Book for Local People  (en) (ISBN 1-84115-346-X)
- The League of Gentlemen: Scripts and That  (en) (ISBN 0-563-48775-5)
- The League of Gentlemen's Book of Precious Things (en)  (ISBN 1-853-75621-0)

#### Lucifer Box
- The Vesuvius Club  (en) (ISBN 0-7432-5706-5)
- The Devil in Amber  (en) (ISBN 0-7432-5709-X)
- Black Butterfly  (en) (ISBN 0-7432-5711-1)